# James B. Kaler
James B. Kaler, detto Jim (Albany, 29 dicembre 1938 – 26 novembre 2022), è stato un astronomo e scrittore statunitense.
Professore emerito dell'Università dell'Illinois, ritiratosi nel 2003 dall'attività didattica, era conosciuto in particolar modo per la sua attività divulgativa sull'astronomia in genere, con la pubblicazione di libri, di articoli su riviste, l'apparirizione su tv e radio dell'Illinois e per i suoi scritti, negli ultimi anni, sul sito dell'università, con la sua sezione "STARS".

## Biografia
Dopo aver ottenuto il bachelor all'Università del Michigan nel 1969, Jim Kaler ottenne il Ph.D. in astronomia alla UCLA nel 1964.
La sua carriera professionale era iniziata nel 1958 come professore assistente all'Università dell'Illinois; nel 1968 divenne professore associato e nel 1976, sempre alla medesima università, divenne "full professor" (senior) della facoltà di astronomia. Si ritirò nel 2003, restando professore emerito dell'Università dell'Illinois.

## Opere, premi e riconoscimenti
Kaler ha scritto su oltre 120 giornali, in particolar modo lavori su: composizione chimica delle nebulose planetarie, linee di emissione delle nebulose planetarie e diffuse, e sull'evoluzione stellare..
Ha scritto inoltre su varie riviste, specializzate e non, e pubblicato diversi libri, alcuni dei quali sono:
- Stars and their Spectra
- The Ever-Changing Sky
- Extreme Stars
- The Cambridge Encyclopedia of Stars
- Stars and Cosmic Clouds
- The Little Book of Stars
- The Greatest Hundred Stars
- Heaven's Touch

Kaler è stato presidente del consiglio di amministrazione della Società Astronomica del Pacifico e per omaggiare la sua instancabile attività all'asteroide 1998 JK, scoperto nel 1998, è stato dato il nome di 17851 Kaler.
Il suo database stellare Stars, sul sito dell'Università dell'Illinois, ha avuto dalla sua nascita oltre 4 milioni di visitatori.